# Kirgizer

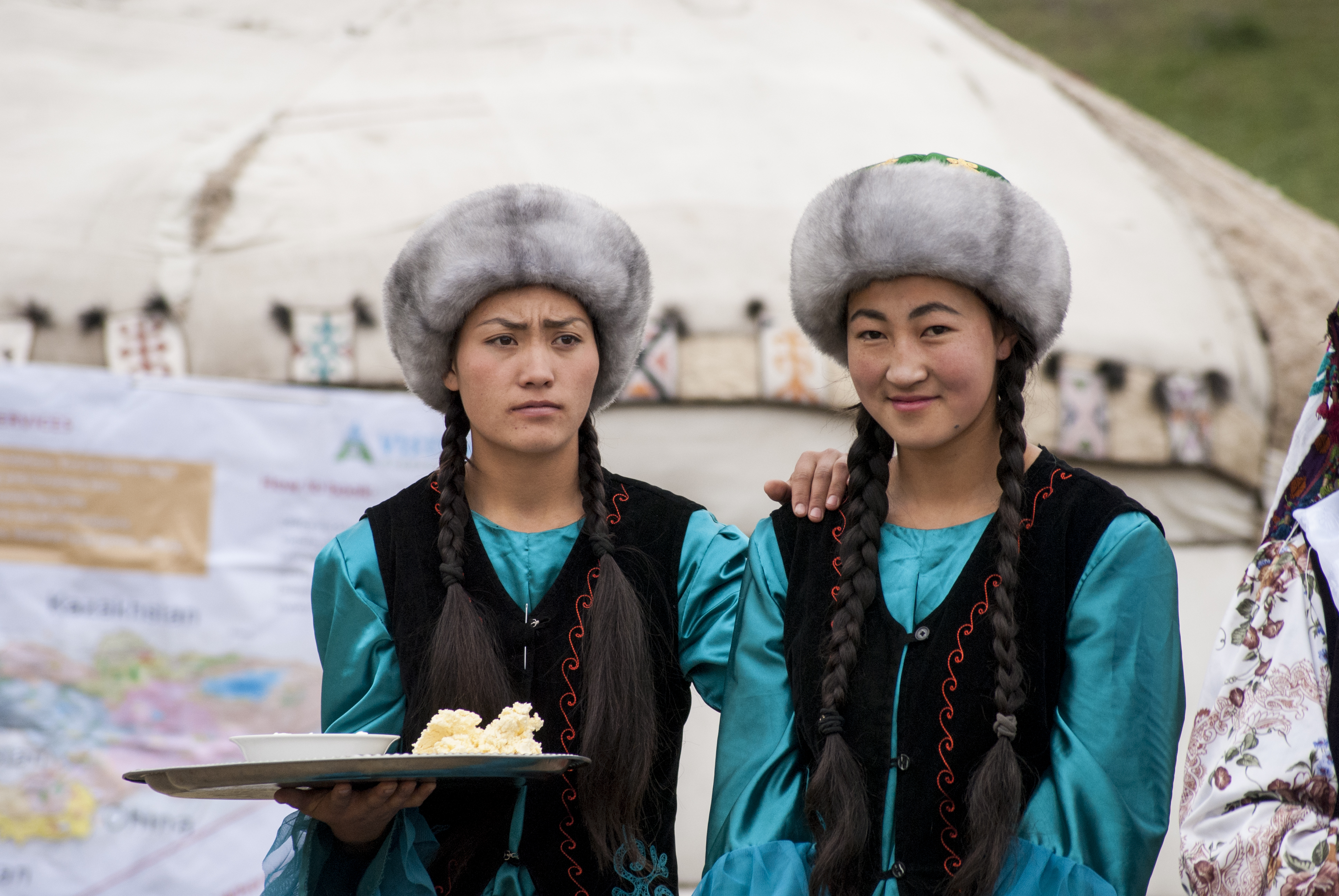
Kirgiziska kvinnor.

Kirgizer (även kirgiser) är ett turkfolk som talar kirgiziska, som är ett turkiskt språk, och som är majoritetsbefolkning i Kirgizistan. Det finns 2,2 miljoner kirgizer i Kirgizistan och ytterligare 800 000 i grannländerna Uzbekistan, Afghanistan och Tadzjikistan samt i provinsen Xinjiang i Kina, där det räknas till ett av landets 56 officiella minoritetsfolk.